# 熊本県道31号熊本田原坂線
熊本県道31号熊本田原坂線（くまもとけんどう31ごう くまもとたばるざかせん）は、熊本県熊本市中央区から熊本市北区に至る県道（主要地方道）である。

## 概要
熊本市中央区南坪井町から熊本市北区植木町鈴麦に至る。起点から終点まで、ほぼ鹿児島本線と並走する。

### 路線データ
- 起点：熊本県熊本市中央区南坪井町（藤崎宮前交差点、国道3号交点、熊本県道1号熊本玉名線起点）
- 終点：熊本県熊本市北区植木町鈴麦（田原坂公園入口交差点、国道208号交点）

## 歴史
- 1960年（昭和35年） - 鈴麦熊本線として認定（一般県道）。当時の整理番号は53。
- その後、1972年（昭和47年）ごろまでに整理番号が115に変更される。
- 1976年（昭和51年） - 建設省告示により主要地方道に指定。
- 1977年（昭和52年） - 上記告示に基づき、熊本鈴麦線として新たに認定（整理番号31）。従来の鈴麦熊本線は廃止。
- 1993年（平成5年）5月11日 - 建設省から、県道熊本鈴麦線が熊本鈴麦線として主要地方道に再指定される[1]。
- 1994年（平成6年） - 熊本県道1号熊本玉名線の区域変更に伴い、起点から上熊本1丁目までが同路線との重複区間となる。
- 2005年（平成17年） - 路線名を熊本田原坂線に変更。

「鈴麦」という地名よりも、終点近くにある田原坂のほうが知名度があり路線名としてわかりやすいという理由によるもの。

## 路線状況

### 重複区間
- 熊本県道1号熊本玉名線（熊本市中央区南坪井町・藤崎宮前交差点（起点） - 熊本市西区上熊本1丁目）
- 熊本県道330号熊本山鹿自転車道線（熊本市西区池田2丁目 - 熊本市北区徳王町・貢町交差点）

### 道路施設

#### 橋梁
- 坪井橋（坪井川、熊本市中央区、熊本県道1号熊本玉名線重複区間内）
- 硯見橋（井芹川、熊本市北区）
- 新辺田の橋（鎧田川、熊本市北区）
- 木留橋（熊本市北区）
- 新宮橋（木葉川、熊本市北区）
- 第二驫橋（木葉川、熊本市北区）
- 日渡橋（木葉川、熊本市北区）
- 新豊岡橋（中谷川、熊本市北区）

## 地理

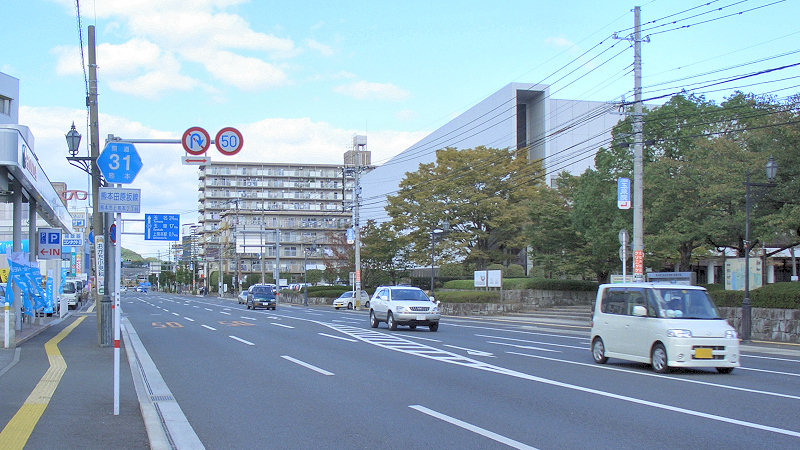
熊本市西区上熊本付近

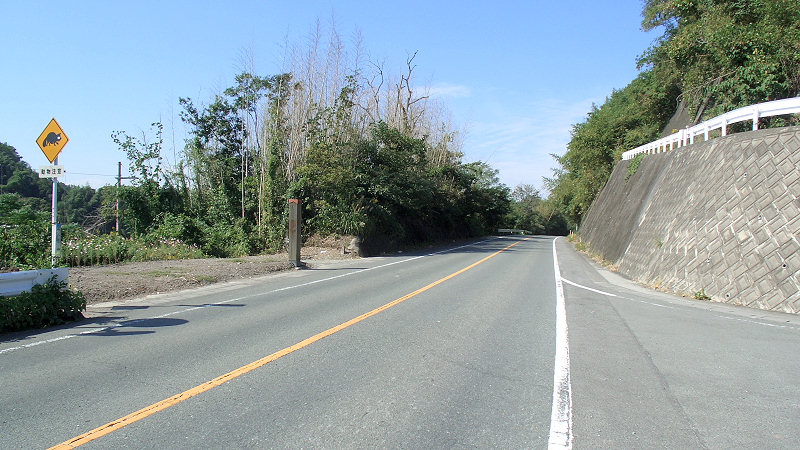
熊本市北区植木町轟付近
JR九州鹿児島本線 田原坂駅（田原坂公園側）入口

### 通過する自治体
- 熊本市（中央区 - 西区 - 北区）

### 交差する道路
| 交差する道路                                              | 市町村名 | 市町村名 | 交差する場所 | 交差する場所                |
| --------------------------------------------------------- | -------- | -------- | ------------ | --------------------------- |
| 国道3号 国道208号 重複 熊本県道1号熊本玉名線 重複区間起点 | 熊本市   | 中央区   | 南坪井町     | 藤崎宮前交差点 / 起点       |
| 熊本県道303号四方寄熊本線                                 | 熊本市   | 中央区   | 京町1丁目    | [ 注釈 1 ]                  |
| 熊本県道1号熊本玉名線 重複区間終点                        | 熊本市   | 西区     | 上熊本1丁目  | 上熊本1丁目交差点           |
| 熊本県道343号花園インター線                               | 熊本市   | 西区     | 池田4丁目    | 花園IC南交差点              |
| 熊本県道330号熊本山鹿自転車道線 重複区間起点              | 熊本市   | 西区     | 池田2丁目    |                             |
| 熊本県道330号熊本山鹿自転車道線 重複区間終点              | 熊本市   | 北区     | 徳王町       | 貢町交差点                  |
| 熊本県道332号小天下硯川線                                 | 熊本市   | 北区     | 下硯川町     | フードパル入口交差点        |
| 熊本県道342号砂原四方寄線                                 | 熊本市   | 北区     | 下硯川町     | [ 注釈 1 ]                  |
| 熊本県道330号熊本山鹿自転車道線                           | 熊本市   | 北区     | 立福寺町     |                             |
| 熊本県道101号植木河内港線                                 | 熊本市   | 北区     | 太郎迫町     |                             |
| 熊本県道113号玉名植木線                                   | 熊本市   | 北区     | 植木町木留   |                             |
| 国道208号                                                 | 熊本市   | 北区     | 植木町鈴麦   | 田原坂公園入口交差点 / 終点 |

### 交差する鉄道
- 熊本電気鉄道菊池線
- 九州新幹線
- 鹿児島本線

### 沿線
- 熊本電気鉄道藤崎線 藤崎宮前駅
- 熊本信愛女学院中学高等学校
- 熊本市立城東小学校
- 熊本市立藤園中学校
- 熊本市立あおば特別支援学校
- 熊本中央高等学校
- 熊本城
- 田原坂公園
- JR九州鹿児島本線
  - 上熊本駅 - 崇城大学前駅 - 西里駅 - 田原坂駅
- 崇城大学
- 文徳中学校・高等学校
- 熊本保健科学大学
- 熊本看護専門学校
- 熊本市立西里小学校
- 熊本市立菱形小学校
- 坪井川[注釈 2]
- 井芹川（坪井川水系）
- 木葉川